# Aleksandr Szmarikow
Aleksandr Stiepanowicz Szmarikow, ros. Александр Степанович Шмариков (ur. 1 stycznia 1961 w Dżambule, Kazachska SRR, zm. w maju 2024) – kazachski piłkarz pochodzenia rosyjskiego, grający na pozycji napastnika.

## Kariera piłkarska
Wychowanek Szkoły Sportowej w Karatau. W 1982 rozpoczął karierę piłkarską w klubie Chimik Dżambul. W 1985 przeszedł do Melioratora Szymkent. Od 1988 wrócił do Chimika Dżambul. W latach 1990–1991 występował w drugoligowym klubie Awtomobilist Kokand. W 1992 debiutował w pierwszych niepodległych mistrzostwach Kazachstanu w składzie FK Taraz. Latem 1996 przeniósł się do SKIF Ordabasy Szymkent, w którym zakończył karierę piłkarza.

## Sukcesy i odznaczenia

### Sukcesy piłkarskie
FK Taraz
- wicemistrz Kazachstanu: 1995

### Sukcesy indywidualne
- król strzelców Mistrzostw Kazachstanu: 1993 (28 goli)